# چم بشیر
چم بشیر یا کوله‌که‌و (به کردی: چه‌م به‌شیڕ یا کوڵه‌که‌و) رودخانه‌ای است که در دشت کرمانشاه جریان دارد و از درون شهر کرمانشاه می‌گذرد. این رود از سراب طاقبستان در شمال شرقی شهر کرمانشاه سرچشمه گرفته و پس از عبور از درون بخشی از شهر کرمانشاه در جهت جنوب غربی جریان می‌یابد تا در نهایت به رود قره‌سو بریزد. 

## مشخصات
رودخانه چم بشیر از سه چشمه تاقبستان در سراب طاقبستان واقع در شمال شرقی کرمانشاه سرچشمه می‌گیرد. این آب از سه چشمه به دریاچه مصنوعی واقع در مقابل تاق‌های تاقبستان ریخته و از آنجا در جهت شمال شرقی به جنوب غربی جریان یافته و چم بشیر نام می‌گیرد. چم بشیر در مسیر خود از محلات باغ ابریشم و شهرک تعاون واقع در منطقه ۷ شهرداری کرمانشاه می‌گذرد و در نهایت در محلی حدفاصل چیامیرزا و شهربازی کرمانشاه به رود قره‌سو می‌ریزد.

## رود کولکو
حمدالله مستوفی در کتاب نزهه القلوب در ذکر روستای طاق‌بستان از رودی به نام کولکو (کوڵه‌که‌و) صحبت کرده‌است. رود کولکو را همان چم‌بشیر دانسته‌اند. این واژه در زبان کُردی از کوڵه (از مصدر کوڵه‌کوڵ کردن به معنای جوشیدن) به معنای چشمه و که‌و به معنای آبی‌رنگ ساخته شده‌است و به معنای «چشمۀ آبی و زلال» است. مستوفی نوشته‌است:
وسطام دیهی بزرگ است محاذی صفۀ شبدیز، هوای معتدل دارد و آبش از رود «کولکو» که از کوه بیستون و حوالی‌اش برمی‌خیزد.»

## طرح ساماندهی
طرح ساماندهی چم بشیر از اواخر دهه ۱۳۸۰ آغاز شده و قرار است در ۳ فاز انجام گیرد. طی این طرح، بستر رودخانه با دیواره‌های مؤرب بتونی دیواره‌کشی می‌شود و در حریم آن، چهار متر پیاده‌رو، هشت متر فضای سبز و مبلمان، چهار متر پیست دوچرخه و چهار متر باکس‌های گل ایجاد می‌شود. این در حالی‌است که در طرح ابتدایی ساماندهی چم بشیر پیش از انقلاب بنا بود بلواری عریض از دو سوی رودخانه به موازات بلوار طاق‌بستان کشیده شده و آب چم بشیر برای گذر از میان این بلوار تغییر مسیر داده‌شود.
فاضلاب محلات همجوار به چم‌بشیر ریخته می‌شد و این رودخانه یکی از نقاط ورود فاضلاب به قره‌سو نیز بود. در ۳۰ اردیبهشت ۱۴۰۲ اعلام شد که با اجرای طرح جداسازی فاضلاب از رودخانۀ قره‌سو دیگر فاضلاب به چم‌بشیر نیز وارد نمی‌شود.